# Vereinbarung gemäß Art. 15a B-VG
Eine Vereinbarung gemäß Art. 15a B-VG (auch Art. 15a-Vereinbarung oder 15a-Vereinbarung) ist in Österreich eine vom Bund mit den Ländern oder von den Ländern untereinander geschlossene Vereinbarung.
Art. 15a Abs. 1 B-VG sieht vor, dass Bund und Länder Vereinbarungen über Angelegenheiten ihres jeweiligen Wirkungsbereiches schließen können. Art. 15a Abs. 2 B-VG sieht vor, dass die Länder untereinander solche Vereinbarungen über ihren selbständige Wirkungsbereich abschließen können. Diese Vereinbarungen sind das innerstaatliche Pendant zu völkerrechtlichen Verträgen. Insbesondere gelten gemäß Art. 15a Abs. 3 B-VG die Grundsätze des völkerrechtlichen Vertragsrechts für Vereinbarungen gemäß Art. 15a B-VG sinngemäß.
Analog den völkerrechtlichen Verträgen bedürfen auch die Vereinbarungen gemäß Art. 15a B-VG einer Ratifikation im Nationalrat (gemäß Art. 15a Abs. 1 B-VG) und in den Landtagen (gemäß den Landesverfassungen), wenn sie auch die Organe der Gesetzgebung binden sollen. Anderes als völkerrechtliche Verträge werden Vereinbarungen gemäß Art. 15a B-VG auf Bundesebene nicht vom Bundespräsidenten, sondern von der Bundesregierung oder den zuständigen Bundesministern abgeschlossen.

## Justiziabilität
Über Streitigkeiten aus Vereinbarungen gemäß Art. 15a B-VG entscheidet der Verfassungsgerichtshof,
- wenn es sich um vermögensrechtliche Ansprüche handelt, aufgrund der Generalklausel nach Art. 137 B-VG (Kausalgerichtsbarkeit) und,
- wenn es sich nicht um vermögensrechtliche Ansprüche handelt, nach Art. 138a B-VG.

Das Verfahren nach Art. 138a B-VG gilt bei Vereinbarungen, die nur die Länder untereinander abgeschlossen haben, nur, wenn dies die Vereinbarung selbst vorsieht. Ist der Bund an der Vereinbarung beteiligt, ist dieses Verfahren immer möglich. Beim Verfahren nach Art. 138a handelt es sich um ein reines Feststellungsverfahren. Das heißt, der Verfassungsgerichtshof stellt nur fest, ob eine Vereinbarung nach Art. 15a vorliegt und ob eine solche erfüllt wurde. Im Rahmen der Kausalgerichtsbarkeit kann der Verfassungsgerichtshof auch Leistungsentscheidungen treffen, die der Vollstreckung zugänglich sind.

## Beispiele
Beispiel für Vereinbarungen nach Art. 15a B-VG sind:
- die Vereinbarung zwischen dem Bund und den Ländern gemäß Art. 15a B-VG über die Mitwirkungsrechte der Länder und Gemeinden in Angelegenheiten der europäischen Integration (BGBl. Nr. 775/1992) sowie die nur von den Ländern abgeschlossene Vereinbarung gemäß Art. 15a B-VG über die gemeinsame Willensbildung der Länder in Angelegenheiten der europäischen Integration (z. B. OÖ. LGBl. Nr. 22/1993),
- die Vereinbarung gemäß Art. 15a Abs. 2 B-VG zwischen den Ländern über gemeinsame Grundsätze der Haushaltsführung (z. B. OÖ. LGBl. Nr. 69/2016),
- die Grundversorgungsvereinbarung (BGBl. I Nr. 80/2004),
- die 15a-Vereinbarungen zur Finanzierung des Gesundheitssystems in Österreich (z. B. BGBl. I Nr. 98/2017),
- die 15a-Vereinbarung zur Bedarfsorientierten Mindestsicherung (BGBl. I Nr. 96/2010; mittlerweile außer Kraft getreten),
- die Vereinbarung zwischen dem Bund und dem Land Burgenland zur Erhaltung und Weiterentwicklung des Nationalparks Neusiedler See-Seewinkel samt Anlagen (BGBl. Nr. 501/1994) und
- die Vereinbarung über den höchstzulässigen Schwefelgehalt im Heizöl (BGBl. Nr. 292/1983, zuletzt geändert durch BGBl. Nr. 133/1994),
- die Vereinbarung der Länder Oberösterreich und Steiermark über die Zusammenarbeit in Angelegenheiten der Raumordnung im gemeinsamen Grenzgebiet (z. B. OÖ LGBl. Nr. 88/1979).

Eine Besonderheit stellen die Vereinbarung zwischen dem Bund, den Ländern und den Gemeinden über den Österreichischen Stabilitätspakt (z. B. BGBl. I Nr. 35/1999 und BGBl. I Nr. 30/2013) dar, da an diesem auch die Gemeinden, vertreten durch den Österreichischen Städtebund und den Österreichischen Gemeindebund, beteiligt sind. Grundlage für diese Vereinbarung ist ein besonderes Bundesverfassungsgesetz (BGBl. I Nr. 61/1998). Bei Vereinbarungen aufgrund dieses Bundesverfassungsgesetzes handelt es sich nicht um Vereinbarungen gemäß Art. 15a B-VG, jedoch sind die einschlägigen Bestimmungen sinngemäß anzuwenden.